# Lee P. Brown
Lee Patrick Brown, född 4 oktober 1937 i Wewoka, Oklahoma, är en amerikansk demokratisk politiker och statstjänsteman. Han var chef för Office of National Drug Control Policy 1993–1995 och borgmästare i Houston 1998–2004.
Brown avlade 1960 sin kandidatexamen i kriminologi vid Fresno State University och 1964 master i sociologi vid San Jose State University. 1968 avlade han ytterligare en master i kriminologi vid University of California, Berkeley och 1970 doktorsexamen i samma ämne vid Berkeley.
Brown var polischef i Houston 1982–1990; för första gången innehades den posten av en afroamerikan. Mellan 1990 och 1992 var han chef för NYPD i New York. President Bill Clinton utnämnde Brown 1993 till "Drug Czar", chef för narkotikakontrollmyndigheten ONDCP. Brown avgick i december 1995 och ställde sedan upp i borgmästarvalet i Houston 1997. År 1998 tillträdde Brown ämbetet som borgmästare i Houston, en stad som inte hade haft en afroamerikansk borgmästare förr. Efter tre tvååriga mandatperioder som borgmästare efterträddes Brown av Bill White.